# Dasyhelea furcata
Dasyhelea furcata är en tvåvingeart som beskrevs av Zilahi-sebess 1940. Dasyhelea furcata ingår i släktet Dasyhelea och familjen svidknott. Inga underarter finns listade i Catalogue of Life.